# Colibrí amazília andí
El colibrí amazília andí (Uranomitra franciae) és una espècie d'ocell de la subfamília dels troquilins (Trochilinae) dins la família dels troquílids (Trochilidae) i única espècie del gènere Uranomitra Reichenbach, 1854.

## Hàbitat i distribució
Habita boscos oberts de Colòmbia, oest de l'Equador i nord del Perú.

## Taxonomia
Fins fa poc era considerat un membre del gènere Amazilia però estudis moleculars recents van propiciar la inclusió al monotípc gènere Amazilis.